# Жестокость (фильм, 2007)
«Жестокость» — российский драматический фильм 2007 года.

## Сюжет
Вика, жаждущая независимости девочка-подросток из неполной семьи, с крыши своего дома (Серебрянический переулок, 9) через видоискатель фотоаппарата наблюдает жизнь за окнами соседнего здания.
Случайно в объектив её фотоаппарата попадает любовная сцена между Зоей — успешной в карьере, но одинокой женщиной средних лет, и её женатым соседом. Вике приходит в голову «гениальная» идея — шантажировать любовника Зои, но тот быстро разоблачает шантажистку, а испугавшись огласки, бросает Зою.
Постепенно девушки сближаются, и Вика уговаривает новую знакомую отомстить бывшему любовнику. Подруги входят во вкус, месть приобретает криминальные масштабы. Они крадут и разбивают машину, сжигают дом соседа, планируют разрушить его семью.
В итоге они планируют ограбление, и во время него Вика сбегает с деньгами, подставив Зою, которая попадает в руки милиции.

## В ролях
| Актёр               | Роль                  |
| ------------------- | --------------------- |
| Рената Литвинова    | Зоя Андреевна Вяткина |
| Анна Бегунова       | Вика                  |
| Ольга Онищенко      | мать Вики и Ленки     |
| Евгений Серов       | Борис Семёнович       |
| Алексей Франдетти   | танцор Аркадий        |
| Александра Астахова | Ленка                 |
| Тимофей Трибунцев   | Владик                |
| Александр Ильин     | Кирилл                |

## Награды и номинации
- 2007 — премия международного кинофестиваля «Молодость» в категории «Лучший молодой актёр» (Анна Бегунова)
- 2007 — номинация на премию Гильдии киноведов и кинокритиков России «Белый слон» в категории «Лучший дебют» (Марина Любакова)[1]
- 2007 — номинация на Гран-при фестиваля «Кинотавр» (Марина Любакова)[2]
- 2008 — номинация на премию «MTV Russia Movie Awards» в категории «Лучший кинозлодей» (Рената Литвинова)

## Критика
Фильм получил смешанные оценки кинокритиков.

## Саундтрек
1. Маша и Медведи (группа) — Мария